# Berlín
Berlín è un comune del dipartimento di Usulután, in El Salvador.
Il territorio si sviluppa dalla zona bassa lungo le sponde del fiume Lempa, fino alla zona alta dove si raggiungono i 1500 m di quota. Tra le frazioni le principali sono: Talpetates, Loma Alta, Las Delicias, El Colon, El Tablon.